# RFK Ahmat Groznij
Az Ahmat Groznij (oroszul Республиканский футбольный клуб Ахмат Грозный [Reszpublikanszkij Futbolnij Klub Ahmat Groznij], korábban Tyerek Groznij) egy orosz labdarúgócsapat Groznijban, Csecsenföldön. Jelenleg az orosz élvonalban szerepel.

## Sikerei
- Orosz kupagyőztes: 1 alkalommal (2004).

## Külső hivatkozások
- Az Ahmat Groznij hivatalos oldala (oroszul)
- A ManUnited babérjaira vágyik a csecsen elnök – Origo, 2011. május 22.